# 1000-km-Rennen von Buenos Aires 1954

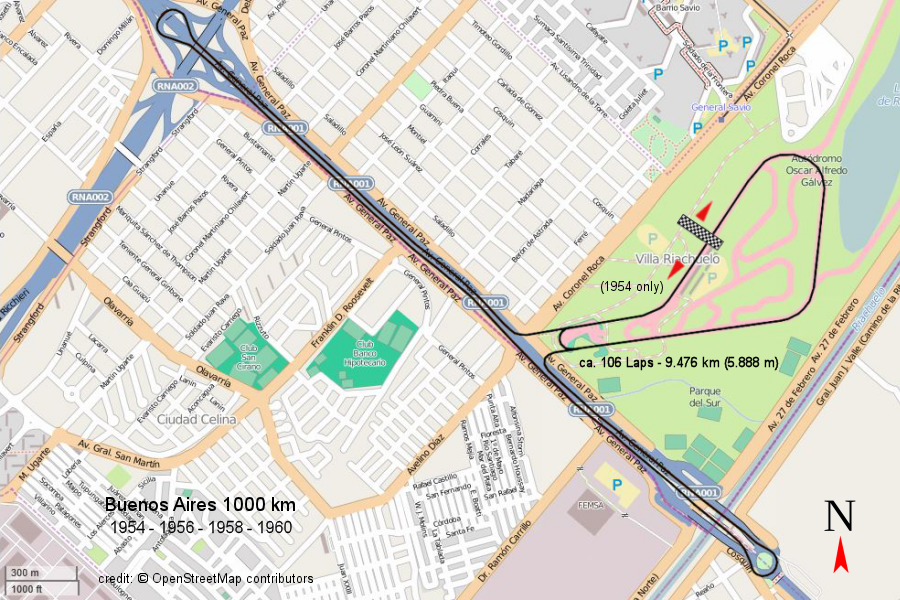
Streckenverlauf

Das erste  1000-km-Rennen von Buenos Aires, auch Buenos Aires 1000 Kilometres, Autódromo Municipal y Avenida General Paz, fand am 24. Januar 1954 auf dem Autódromo Juan y Oscar Alfredo Gálvez statt und war der erste Wertungslauf der Sportwagen-Weltmeisterschaft dieses Jahres.

## Das Rennen
Gleich beim ersten großen Sportwagenrennen des Jahres kam es zu Aufeinandertreffen der Werksmannschaften von Ferrari und Maserati. Beide Teams waren mit jeweils einem Wagen im Rennen vertreten. Ferrari mit einem 375 Plus, der von Giuseppe Farina und dem jungen Umberto Maglioli gefahren wurde. Den Werks-Maserati pilotierten Emilio Giletti und Luigi Musso. Mit OSCA kam ein weiteres Werksteams aus Italien. Frankreich war durch Gordini vertreten und Großbritannien durch Aston Martin und die Ecurie Ecosse. Auch ein deutsches Team trat die weite Reise nach Buenos Aires an. Borgward meldete einen Hansa 1500RS, der von Hans-Hugo Hartmann und Adolf Brudes gefahren wurde.
Im Rennen siegte der Werks-Ferrari vor dem privat gemeldeten 250MM von Alfonso de Portago und Harry Schell sowie dem Aston Martin DB3 von Peter Collins und Pat Griffith.

## Ergebnisse

### Schlussklassement
| 1               | S +3.0  | 10 | Scuderia Ferrari                              | Giuseppe Farina Umberto Maglioli       | Ferrari 375 Plus      | 106 |
| 2               | S 3.0   | 30 | Alfonso de Portago                            | Harry Schell Alfonso de Portago        | Ferrari 250MM         | 103 |
| 3               | S 3.0   | 40 | David Brown                                   | Peter Collins Pat Griffith             | Aston Martin DB3S     | 102 |
| 4               | S +3.0  | 22 | Ecurie Ecosse                                 | Ninian Sanderson James Scott-Douglas   | Jaguar C-Type         | 100 |
| 5               | S 3.0   | 34 | Louis Milan                                   | Louis Milan Elpidio Tortone            | Ferrari 625TF         | 99  |
| 6               | S 3.0   | 54 | Maserati                                      | Emilio Giletti Luigi Musso             | Maserati A6GCS        | 97  |
| 7               | S +3.0  | 12 | Equipe Louis Rosier                           | Louis Rosier Maurice Trintignant       | Ferrari 375 Plus      | 96  |
| 8               | S 3.0   | 50 | Angel Maiocchi                                | Angel Maiocchi Lucio Bollaert          | Ferrari 225S Vignale  | 87  |
| 9               | S 1.5   | 58 | Jaroslav Juhan                                | Jaroslav Juhan Antonio Asturias Hall   | Porsche 550 Spyder    | 87  |
| 10              | S +3.0  | 6  | Roy Cherryhomes                               | Carroll Shelby Dale Duncan             | Allard J2X            | 86  |
| 11              | S 1.5   | 74 | Officine Specializzata Costruzioni Automobili | Michel Collange David Speroni          | OSCA MT4 1100         | 85  |
| 12              | S 1.5   | 64 |                                               | Óscar González Pedro Escudero          | Porsche 550           | 79  |
| 13              | S 1.5   | 68 |                                               | José Sala Herrarte Ariano              | Porsche 550 Spyder    | 79  |
| 14              | S +3.0  | 18 | Masten Gregory                                | Masten Gregory                         | Jaguar C-Type         | 79  |
| 15              | S 1.5   | 70 |                                               | Jorge Chaves Alberto Rodríguez Larreta | Porsche 550           | 72  |
| 16              | S 1.5   | 66 |                                               | Juan Antonio Gatti Julio Angel Gatti   | Porsche 550           | 70  |
| Ausgefallen     |         |    |                                               |                                        |                       |     |
| 17              | S 3.0   | 32 | Roberto Bonomi                                | Roberto Bonomi Carlos Menditéguy       | Ferrari 625TF         | 91  |
| 18              | S 3.0   | 38 | David Brown                                   | Reg Parnell Roy Salvadori              | Aston Martin DB3S     | 65  |
| 19              | S 1.5   | 60 | Borgward                                      | Hans-Hugo Hartmann Adolf Brudes        | Borgward Hansa 1500RS | 44  |
| 20              | S +3.0  | 28 |                                               | Molino Zubiria German Pesce            | Jaguar XK 120         | 38  |
| 21              | S + 3.0 | 26 |                                               | José Millet Nicolas Dellepiane         | Jaguar C-Type         | 27  |
| 22              | S +3.0  | 24 | Ecurie Ecosse                                 | Adolfo Schwelm-Cruz Miguel Schroeder   | Jaguar C-Type         | 26  |
| 23              | S 3.0   | 44 | David Brown                                   | Roberto Mieres Carlo Tomasi            | Aston Martin DB3S     | 24  |
| 24              | S +3.0  | 20 | Ecurie Ecosse                                 | Ian Stewart Jimmy Stewart              | Jaguar C-Type         | 16  |
| 25              | S 3.0   | 36 | Automobiles Gordini                           | Jean Behra Franco Bordoni-Bisleri      | Gordini T24S          | 16  |
| 26              | S 3.0   | 42 | Forrest Greene                                | Forrest Greene Carlos Stabile          | Aston Martin DB3      | 14  |
| 27              | S 3.0   | 16 | Allen Guiberson                               | Phil Hill David Sykes                  | Ferrari 340 Mexiko    | 13  |
| 28              | S 3.0   | 14 | José-Maria Ibanez                             | José-Maria Ibánez Ignacio Janices      | Ferrari 375MM         | 11  |
| 29              | S +3.0  | 4  |                                               | Franco Bruno Carlos Bruno              | Allard J2X            | 9   |
| 30              | S 3.0   | 48 |                                               | Pedro Llano Ernesto Tornquist          | Ferrari 225E          | 8   |
| 31              | S 3.0   | 46 |                                               | Nicolas Dellepiane Martin Berasategui  | Ferrari 225S          | 5   |
| 32              | S 1.5   | 72 | Jack Frierson                                 | Bob Said George Moffett                | OSCA MT4 1350         | 5   |
| 33              | S 1.5   | 62 |                                               | Thomas Mayol J. A. Mayol               | Porsche 550           | 2   |
| 34              | S +3.0  | 8  |                                               | Carlos Najurieta Alberto Gomez         | Ford-Maserati         | 1   |
| 35              | S 3.0   | 52 | Automobiles Gordini                           | Élie Bayol Roger Loyer                 | Gordini T15S          | 1   |
| Nicht gestartet |         |    |                                               |                                        |                       |     |
| 36              | S + 3.0 | 2  | Boliari                                       | Enrique Sáenz-Valiente Jorge Camano    | Cadillac              | 1   |

1 nicht gestartet

### Nur in der Meldeliste
Hier finden sich Teams, Fahrer und Fahrzeuge, die ursprünglich für das Rennen gemeldet waren, aber aus den unterschiedlichsten Gründen daran nicht teilnahmen.
| Pos. | Klasse | Nr. | Team     | Fahrer                           | Chassis        |
| ---- | ------ | --- | -------- | -------------------------------- | -------------- |
| 37   | S 3.0  |     |          | Alejandro de Tomaso Pedro Suarez | Alfa Romeo     |
| 38   | S 2.0  | 56  | Maserati | Luigi Musso Toulo de Graffenried | Maserati A6GCS |

### Klassensieger
| Klasse                   | Fahrer          | Fahrer                | Fahrzeug           | Platzierung im Gesamtklassement |
| ------------------------ | --------------- | --------------------- | ------------------ | ------------------------------- |
| Sportwagen über 3000 cm³ | Giuseppe Farina | Umberto Maglioli      | Ferrari 375 Plus   | Gesamtsieg                      |
| Sportwagen bis 3000 cm³  | Harry Schell    | Afonso de Portago     | Ferrari 250MM      | Rang 2                          |
| Sportwagen bis 1500 cm³  | Jaroslav Juhan  | Antonio Asturias Hall | Porsche 550 Spyder | Rang 9                          |

### Renndaten
- Gemeldet: 38
- Gestartet: 35
- Gewertet: 16
- Rennklassen: 3
- Zuschauer: unbekannt
- Wetter am Renntag: warm und trocken
- Streckenlänge: 9,476 km
- Fahrzeit des Siegerteams: 6:41:50,800 Stunden
- Gesamtrunden des Siegerteams: 106
- Gesamtdistanz des Siegerteams: 1004,491 km
- Siegerschnitt: 149,981 km/h
- Pole-Position: Carroll Shelby – Allard J2X (#6)
- Schnellste Rennrunde: Giuseppe Farina - Ferrari 375MM (#10) - 3:34,600 = 158,969 km/h
- Rennserie: 1. Lauf zur Sportwagen-Weltmeisterschaft 1954